# صفر نفايات

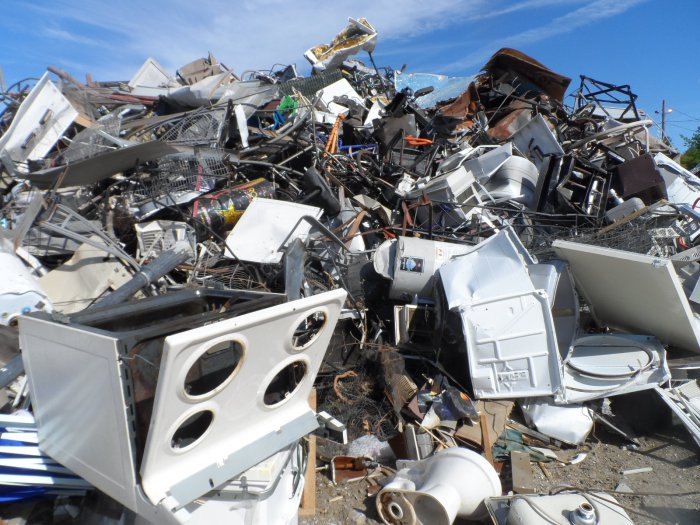
مُنتجات مستعملة ملقاة في مكب نفايات.

صفر نُفايات (بالإنجليزية: Zero waste)، هي مجموعة من المبادئ التي تُشجع على إعادة تصميم دورات حياة الموارد بحيث يتم إعادة استخدام جميع المنتجات. الهدف هو عدم إرسال أي حاويات مهملات إلى مدافن النفايات أو المحارق أو المحيط. التعريف الذي اعتمده التحالف الدولي صفر نفايات (ZWIA) هو:
"عملية الحفاظ على جميع الموارد عن طريق الإنتاج والاستهلاك، وإعادة الاستخدام، واستعادة جميع المنتجات والمواد دون حرقها، ودون تصريفها إلى الأرض أو الماء أو الهواء الذي يهدد البيئة أو صحة الإنسان."
تُعتبر فلسفة صفر نفايات نهج نظام كامل يهدف إلى تغيير كبير في طريقة تدفق المواد من خلال المجتمع، مما يؤدي إلى عدم وجود نفايات.
منع تشكل المخلفات نهائيًا: وهو عملية الحفاظ على جميع الموارد عبر طُرق إنتاج رشيدة، والاستهلاك، وإعادة الاستخدام، واستعادة جميع المنتجات، والمواد وتعبئتها وتغليفها، دون حرقها، والتخلص منها في الأرض أو الماء أو الهواء، والتي تهدد البيئة أو صحة الإنسان.
يشير مُصطلح «صفر نفايات» إلى منع تشكل النفايات بدلًا من معالجتها في مصباتها النهائية. يُعد منع تشكل المخلفات نهائيًا نهجًا لنظام كامل يهدف إلى إحداث تغيير كبير في الطريقة التي تتدفق بها المواد عبر المجتمع، ما يؤدي إلى انعدام تشكل النفايات. تشمل هذه الفلسفة أيضًا مواضيع أكثر من التخلص من النفايات من خلال إعادة التدوير وإعادة الاستخدام، إذ تركز على إعادة هيكلة نظم الإنتاج والتوزيع لتقليل النفايات. يُعتبر منع تشكل المخلفات نهائيًا هدفًا أو حالة نموذجية، وليس غاية صعبة الوصول إليها. توفر هذه الفلسفة مبادئ توجيهية للعمل باستمرار على التخلص من النفايات.
يتوقع مناصرو هذه الفلسفة وجود الحاجة إلى التنظيم الحكومي من أجل التأثير على خيارات الصناعة المتعلقة بتصميم المنتجات وتعبئتها، وعمليات التصنيع، واختيار المواد.
يقول المناصرون أيضًا إن التخلص من النفايات يقلل التلوث، ويمكنه أيضًا تقليل تكاليف التصنيع بسبب تقليل الحاجة إلى استعمال المواد الخام.

## المهد إلى المهد (التصميم المتجدد) / المهد إلى اللحد (دورة الحياة)

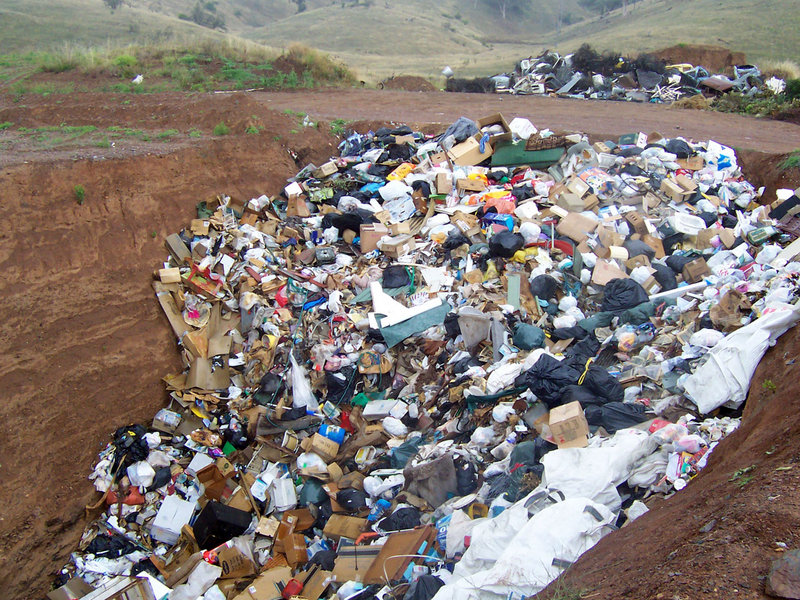
تم إيداع النفايات النهائية

تُعد دورة الحياة نموذجًا خطيًا للمواد التي تبدأ باستخراج الموارد، والانتقال إلى تصنيع المنتج، وتنتهي بـ «التربة»، حيث يتم التخلص من المنتج في مدافن النفايات. تتناقض دورة حياة المواد أو المنتجات التي تتبع دورة من المهد إلى المهد (C2C) (التصميم المتجدد)، والتي يُعاد تدويرها إلى منتجات مرة ثانية في نهاية عمرها الافتراضي، دون أن تتشكل نفايات في نهاية المطاف.
يركز التصميم المتجدد على تصميم النظم الصناعية، بطريقة تتدفق المواد فيها ضمن دورات مغلقة، ما يعني تقليل تشكل النفايات إلى الحد الأدنى، والتمكن من إعادة تدوير منتجات النفايات وإعادة استخدامها. يتجاوز التصميم المتجدد ببساطة التعامل مع قضايا النفايات بعد تشكلها، من خلال معالجة المشاكل في المصدر وإعادة تحديدها عن طريق التركيز على طرق التصميم. يُعد نموذج التصميم المتجدد نموذجًا مُستدامًا ويأخذ الحياة والأجيال القادمة بعين الاعتبار.
تطور مفهوم التصميم المتجدد بشكل ثابت من فكرة نظرية إلى تطبيق عملي، فهو يؤسس تصورًا جديدًا للمواد المُستخدمة في القطاع الصناعي وتدفقاتها. مثلما هو الحال في العالم الطبيعي، حيث تمر «نفايات» كائن ما، عبر نظام إيكولوجي لتوفير الغذاء لكائنات حية أخرى، تدور أيضًا المواد في نموذج التصميم المتجدد في دورات مغلقة، وتوفر المواد الأساسية للطبيعة أو الصناعة.
يُعتبر تصميم نسيج-تكس مثالًا على تصميم مُنتج متجدد وفق نظام الحلقة المغلقة. صممت هذه الشركة نسيج للمفروشات يُدعى، دورة حياة كليماتيكس، وهو مزيج من الصوف الخالي من مبيدات الآفات والبقايا، والرامي المُنتج عضويًا، والمصبوغ والمعالج بالكامل عبر استخدام مواد كيميائية غير سامة.
رافق انتشار التصنيع في جميع أنحاء العالم زيادة كبيرة في إنتاج النفايات، إذ أعلن البنك الدولي في عام 2012، أن 1.3 مليار طن من النفايات البلدية أُنتجت من قبل سكان الحضر، ويُقدر أن هذا العدد سيصل إلى 2.2 مليار طن بحلول عام 2025 وفقًا (للسوق العالمية لإدارة النفايات الصلبة - التحليل والتوقعات). يزيد إنتاج النفايات الصلبة من الحاجة إلى بناء مدافن النفايات التي تُبنى بالقرب من المجتمعات مع تزايد التحضر. تقع مدافن النفايات هذه في كثير المناطق ذات الوضع الاجتماعي والاقتصادي السيئ، والتي تسكنها مجتمعات غير البيض بشكل أساسي. تشير النتائج إلى أن هذه المناطق تُستهدف غالبًا كمواقع نفايات لأنه يُحصل على تصاريح بناء مدافن النفايات فيها بسهولة أكبر من المناطق الأخرى، بالإضافة لمقاومة مجتمعات هذه المناطق الضعيفة اتجاه هذه الفكرة. بالإضافة إلى ذلك، تلقت أكثر من 400 منشأة للنفايات الخطرة خلال السنوات الخمس الماضية، إجراءات تنفيذ رسمية تدور حول الانتهاكات غير المحددة التي كانت تشكل خطرًا على صحة الإنسان.
يتزايد عدد سكان العالم الذين يواجهون محدودية الموارد البيئية. ازداد الاهتمام بمنع تشكل النفايات، من أجل تخفيف الضغوط المفروضة على استهلاك الموارد المحدودة المتاحة. يجب أن تنتقل إدارة النفايات من نظام خطي ليكون نظامًا أكثر دورية، يتضمن استخدام المواد والمنتجات والمواد بأعلى كفاءة ممكنة، وذلك لتحقيق منع تشكل المخلفات نهائيًا. يجب اختيار المواد التي يمكن أن تعود بأمان إلى دورة حياة البيئة أو تظل قابلة للاستخدام في الدورة الصناعية.
لا يشجع منع تشكل المخلفات نهائيًا على إعادة الاستخدام وإعادة التدوير فحسب، بل والأهم من ذلك أنها تدعم وقاية المنتجات وتصميماتها التي تراعي دورة حياة المنتج بأكملها. تسعى تصميمات منع تشكل المخلفات نهائيًا جاهدة إلى تقليل استخدام المواد، واستخدام المواد المُعاد تدويرها، واستخدام المزيد من المواد غير المضرة بالبيئة، والمنتجات ذات العمر الطويل والقابلة الإصلاح، وسهلة التفكيك في نهاية عمرها الافتراضي. يدعم منع تشكل المخلفات نهائيًا الاستدامة من خلال حماية البيئة، وخفض التكاليف وإدراج وظائف إضافية في إدارة ومعالجة النفايات مرة أخرى في الدورة الصناعية. يمكن تطبيق إستراتيجية منع تشكل المخلفات نهائيًا على الشركات والمجتمعات والقطاعات الصناعية والمدارس والمنازل.